# Río Griegos
El río Griegos es un afluente por la margen izquierda del río Turia/Guadalaviar en la Sierra de Albarracín. Su valle recoge las aguas de una subcuenca que abarca de la Muela de San Juan hacia el Este.
Nace en Griegos, desde donde baja hacia el Sur-Sureste, hacia Casas de Búcar a la derecha y entra en la hoz de Búcar antes de desembocar en el Turia/Guadalaviar a 200 m de Villar del Cobo. Es un río de régimen pluvio-nival.